# La Folle de Toujane
Pour plus de détails, voir Fiche technique et Distribution.
La Folle de Toujane est un film français réalisé par René Vautier et Nicole Le Garrec, sorti en 1974.
Il se déroule à Toujane, dans le gouvernorat de Gabès, au sud de la Tunisie.

## Synopsis
Roger, instituteur breton, part enseigner en Tunisie, puis dans l'Algérie en guerre : il prend parti, tandis que son amie d'enfance Gwen, animatrice de radio, choisit la voie de la neutralité.

## Fiche technique
- Titre : La Folle de Toujane ou comment on devient un ennemi de l'intérieur
- Réalisation : René Vautier et Nicole Le Garrec
- Photographie : Pierre Clément, Yann Le Masson et René Vautier
- Musique : Bernard Benoît et Gilles Servat (chansons)
- Son : Antoine Bonfanti
- Montage : Lina Lorme
- Production : UPCB. - Unité de production cinématographique Bretagne
- Pays :  France
- Format : couleur
- Durée : 150 minutes
- Date de sortie : France - mai 1974

## Distribution
- Gilles Servat : Roger
- Micheline Welter : Gwen
- Julien Guiomar : narrateur

## Distinctions
- Prix de la Fédération internationale des ciné-clubs au Festival de Cannes en mai 1974.